# Rod Strachan
Rodney (Rod) Strachan (* 16. Oktober 1955 in Santa Monica) ist ein ehemaliger US-amerikanischer Schwimmer.
Bei den Olympischen Spielen 1976 in Montreal wurde der Kalifornier in 4:23,68 Minuten Olympiasieger über 400 m Lagen. Im Jahr 1973 konnte er bereits bei den ersten Schwimmweltmeisterschaften in Belgrad hinter dem Ungarn András Hargitay über die gleiche Strecke die Silbermedaille erringen.
Strachan studierte an der University of Southern California und wurde Facharzt für Innere Medizin.